# Linaria arvensis
La linajola campestre (Linaria arvensis (L.) Desf., 1798) è una pianta appartenente alla famiglia delle Plantaginaceae.

## Etimologia
Il nome generico (Linaria) deriva da un nome latino per il lino (linone) e si riferisce alla somiglianza delle foglie di alcune specie di questo genere a quelle della specie Linum usitatissimum. L'epiteto specifico (arvensis) deriva da una parola latina (arvum = campo) e indica che l'habitat della pianta è relativa ai campi arati e alle colture in genere.
Il nome scientifico della specie è stato definito inizialmente da Linneo (1707 – 1778), con la denominazione basionomica Antirrhinum arvense, perfezionato successivamente nella denominazione attuale dal botanico francese René Louiche Desfontaines (Tremblay, 14 febbraio 1750 – Parigi, 16 novembre 1831) nella pubblicazione "Flora Atlantica 2" del 1798.

## Descrizione

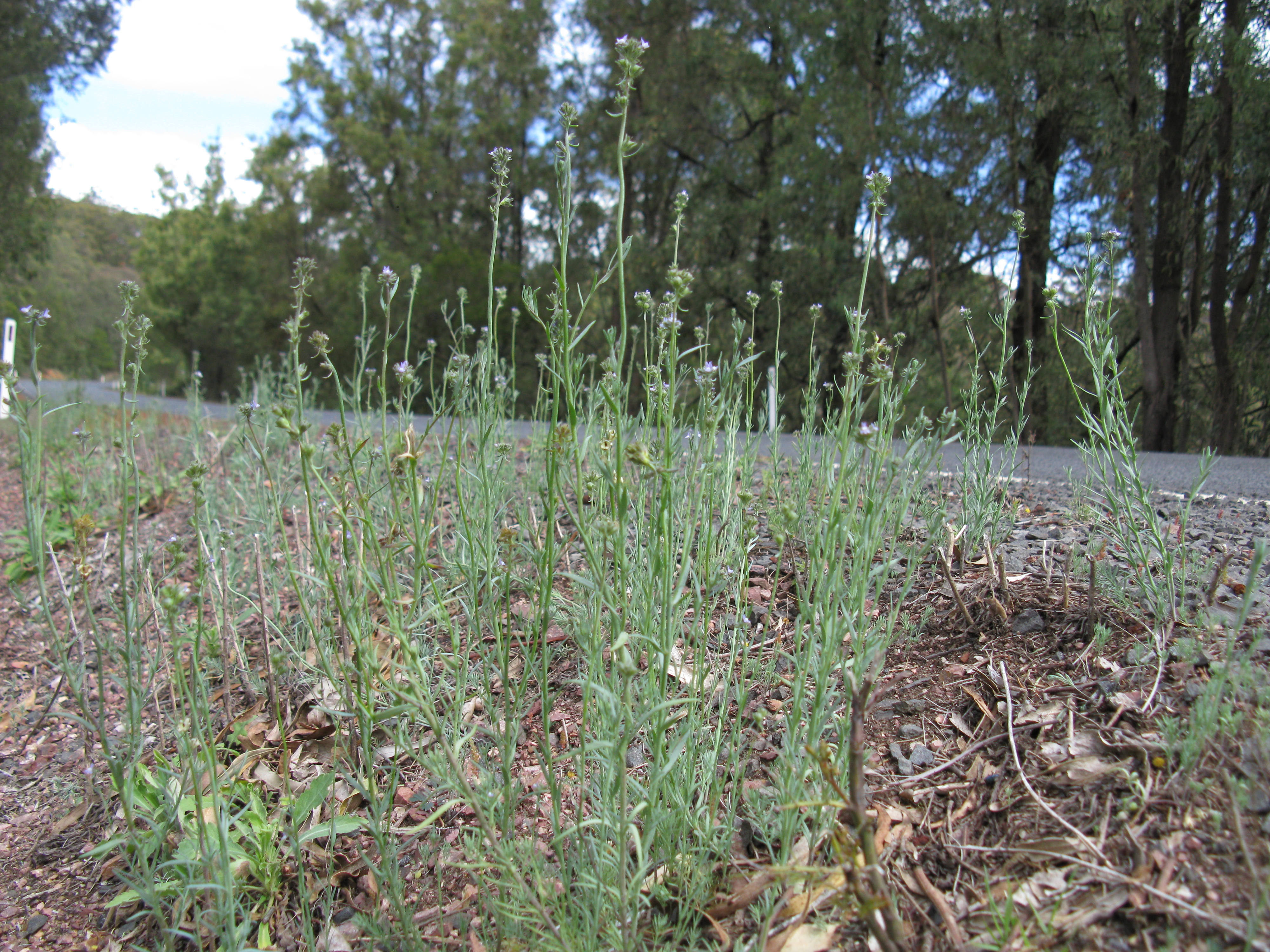
Il portamento

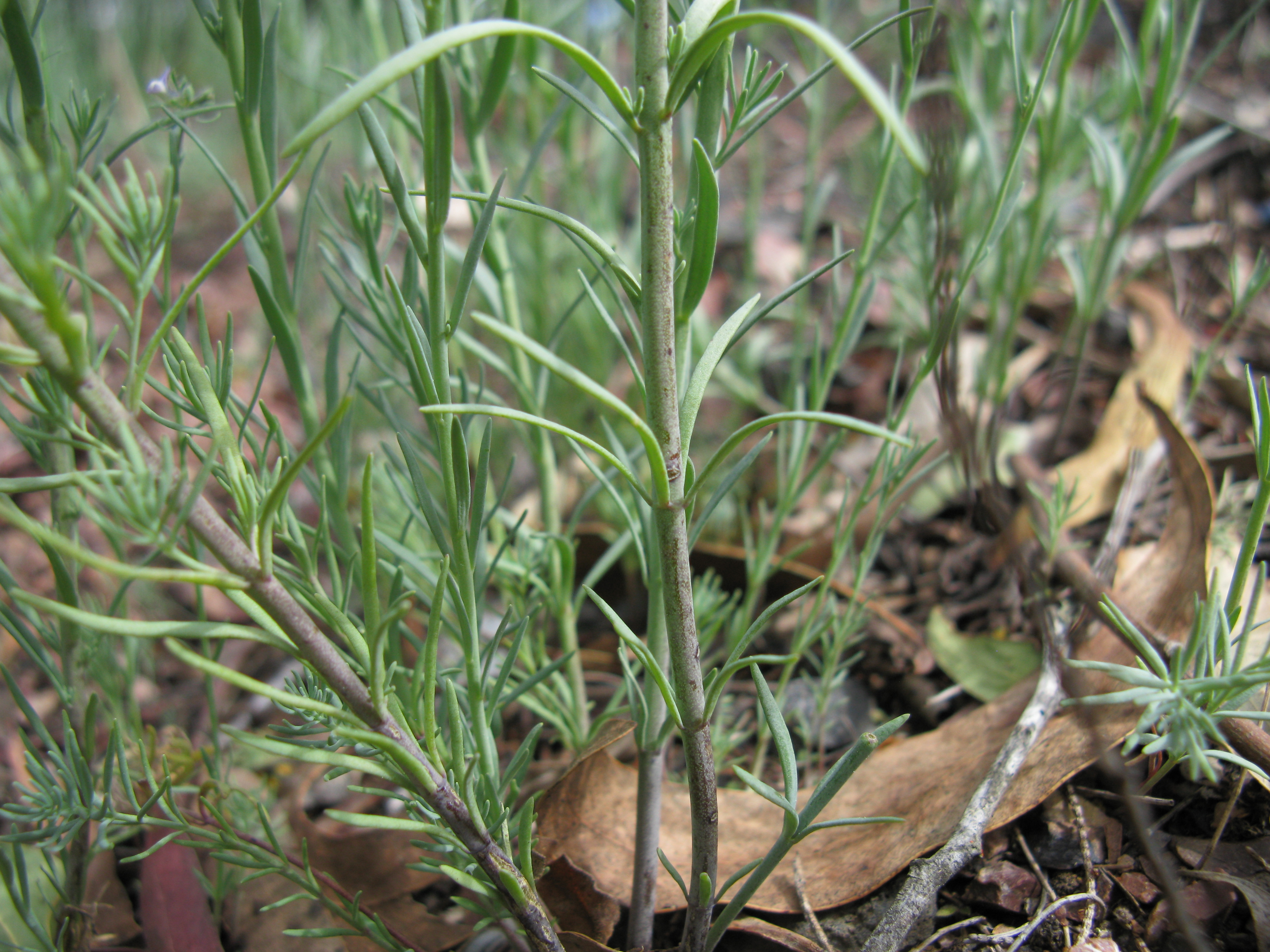
Le foglie

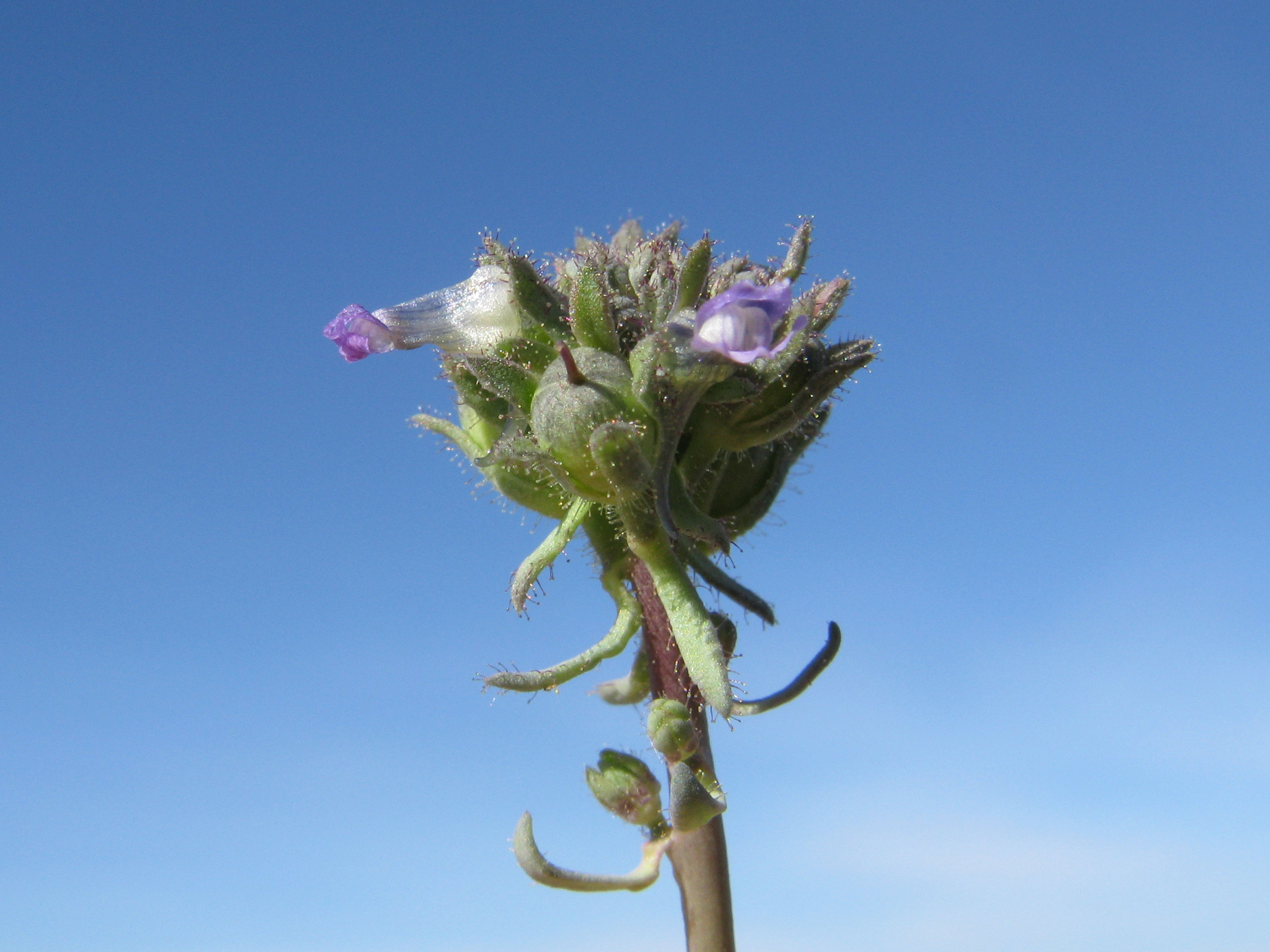
Infiorescenza

Queste piante arrivano ad una altezza di 1 - 4 dm. La forma biologica è terofita scaposa (T scap), ossia in generale sono piante erbacee che differiscono dalle altre forme biologiche poiché, essendo annuali, superano la stagione avversa sotto forma di seme e sono munite di asse fiorale eretto e spesso privo di foglie.

### Radici
Le radici sono tendenzialmente fittonanti.

### Fusto
La parte aerea del fusto è eretta ma ginocchiata alla base. I fusti sono generalmente semplici (senza diramazioni) e glabri (ma non nell'infiorescenza).

### Foglie
Le foglie, subsessili, lungo il fusto sono disposte in modo opposto in forme verticillate e densamente embricate. Quelle superiori spesso sono disposte in modo alterno. La lamina, intera, ha delle forme lineari (quelle dei getti sterili sono più lunghe e allargate).  Dimensione delle foglie: larghezza 0.5 - 1.5 mm; lunghezza 6 – 25 mm.

### Infiorescenza
Le infiorescenze sono formate da densi racemi. L'asse del racemo è ispido per peli ghiandolari. I fiori sono peduncolati. 

### Fiore
- I fiori sono ermafroditi, zigomorfi e tetraciclici (ossia formati da 4 verticilli: calice– corolla – androceo – gineceo) e tetrameri (i verticilli del perianzio hanno 4 elementi). Dimensione del fiore: 4 – 7 mm.
- Formula fiorale:

X o * K (4-5), [C (4) o (2+3), A 2+2 o 2], G (2), capsula.
- Il calice, tuboloso-campanulato, più o meno attinomorfo e gamosepalo, è formato da cinque profonde lacinie (o lobi) subuguali pubescenti.
- La corolla, gamopetala e tubolare è del tipo bilabiato, ed è completamente chiusa da un rigonfiamento del labbro superiore (corolla personata). Inoltre uno sperone ricurvo (o un sacco) è presente all'altezza delle fauci della gola della corolla in posizione abassiale. In particolare il labbro posteriore (superiore) è formato da due petali ed è eretto, l'anteriore da tre petali riflessi. Il colore della corolla è azzurro-violaceo. Dimensione della corolla: 4 – 6 mm. Lunghezza dello sperone: 1.5 – 3 mm.
- L'androceo è formato da 4 stami didinami tutti fertili. I filamenti sono adnati alla base della corolla e sono inclusi o poco sporgenti. Le antere sono formate da due teche distinte e divaricate e formano una struttura simile ad un anello. La deiscenza è longitudinale attraverso due fessure. I granuli pollinici sono tricolpoporati. Il nettare si trova nello sperone e può essere raggiunto solamente dagli insetti che riescono a entrare nelle fauci chiuse dal rigonfiamento del labbro superiore.
- Il gineceo è bicarpellare (sincarpico - formato dall'unione di due carpelli connati). L'ovario è supero con placentazione assile e forma da ovoidi a subglobose. Gli ovuli per loculo sono numerosi, hanno un solo tegumento e sono tenuinucellati (con la nocella, stadio primordiale dell'ovulo, ridotta a poche cellule).[13] Lo stilo ha uno stigma da capitato a fortemente bilobo.
- Fioritura: da marzo a giugno (settembre).

### Frutti
Il frutto è una capsula lunga quasi il doppio del calice. I semi, numerosi, hanno delle forme a disco liscio o con tubercoli ridotti. Al momento della maturazione i semi fuoriescono da due fori (opercoli) che si aprono nella parte superiore del frutto (capsula porocida). Dimensione della capsula: 1 - 1.5 mm.

## Riproduzione
- Impollinazione: l'impollinazione avviene tramite insetti (impollinazione entomogama) quali imenotteri, lepidotteri o ditteri o il vento (impollinazione anemogama).[14]
- Riproduzione: la fecondazione avviene fondamentalmente tramite l'impollinazione dei fiori (vedi sopra).
- Dispersione: i semi cadendo (dopo aver eventualmente percorso alcuni metri a causa del vento - dispersione anemocora) a terra sono dispersi soprattutto da insetti tipo formiche (disseminazione mirmecoria).

## Distribuzione e habitat

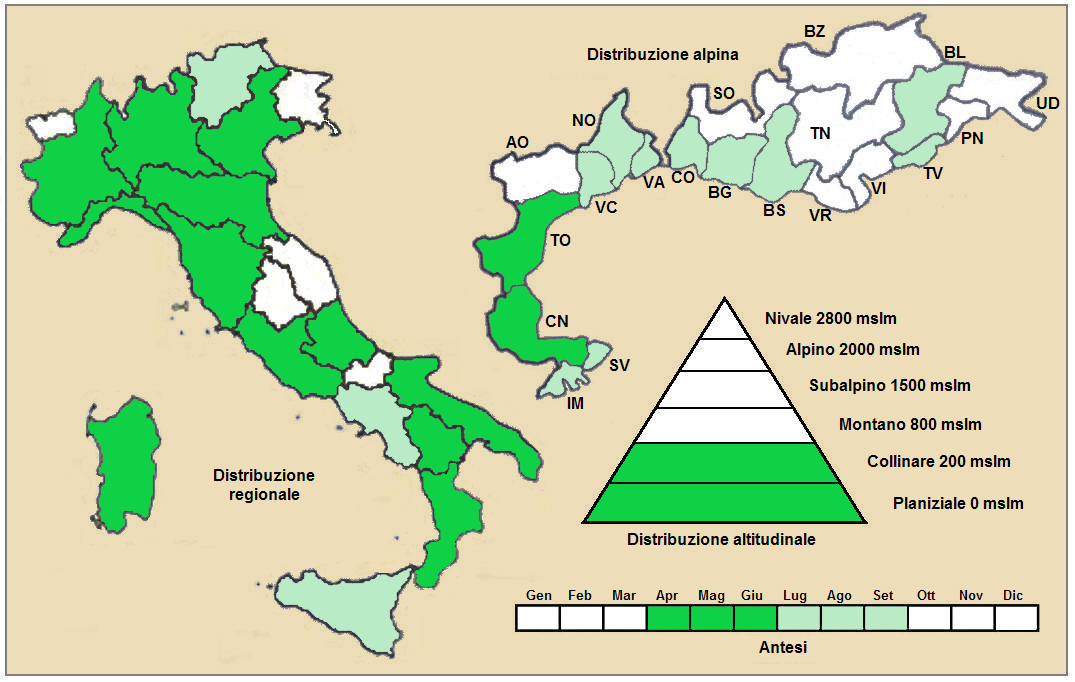
Distribuzione della pianta
(Distribuzione regionale – Distribuzione alpina)

- Geoelemento: il tipo corologico (area di origine) è Submediterraneo - Subatlantico.
- Distribuzione: in Italia è una specie rara ma è presente su tutto il territorio. Nelle Alpi è presente nelle province di Cuneo e Torino. Fuori dall'Italia, sempre nelle Alpi, questa specie si trova in Francia (dipartimento di Alpes-de-Haute-Provence), mentre sugli altri rilievi europei collegati alle Alpi si trova nel Massiccio Centrale, Pirenei, Alpi Dinariche e Carpazi.[6] Nel resto dell'Europa e dell'areale del Mediterraneo si trova dalla Penisola Iberica alla Grecia, si trova anche in Siria e nell'Africa del Nord.[16]
- Habitat: l'habitat tipico per questa pianta sono le colture e gli incolti aridi; ma anche gli ambienti ruderali, le scarpate e depositi di immondizie. Il substrato preferito è siliceo con pH acido, alti valori nutrizionali del terreno che deve essere mediamente umido.[6]
- Distribuzione altitudinale: sui rilievi queste piante si possono trovare fino a 600 m s.l.m.; frequentano quindi il seguente piano vegetazionale: collinare (oltre a quello planiziale – a livello del mare).

### Fitosociologia
Dal punto di vista fitosociologico alpino Linaria arvensis appartiene alla seguente comunità vegetale:
- Formazione: delle comunità terofiche pioniere nitrofile

- Classe: Stellarietea mediae

- Ordine: Centaureetalia cyani

- Alleanza: Panico-Setarion

## Tassonomia
La famiglia Plantaginaceae comprende 12 tribù, 105 generi e oltre 1 800 specie. Il genere della specie di questa voce appartiene alla tribù Antirrhineae e si compone di oltre 150 specie distribuite dal Nord America, Europa e Asia.
La specie Linaria arvensis fino a poco tempo fa era circoscritta nella famiglia Veronicaceae o Scrophulariaceae a seconda dei vari Autori. L'attuale posizione tassonomica è stata realizzata con i nuovi sistemi di classificazione filogenetica (classificazione APG).
Il basionimo per questa specie è: Antirrhinum arvense L., 1753.

### Filogenesi
Classificazioni recenti assegnano la specie di questa voce alla sect. Supinae. Attualmente in base alle ultime ricerche di tipo filogenetico le specie del genere Linaria sono distribuite in 6 cladi. La specie L. arvensis si trova all'interno del sesto clade che insieme al quinto clade formano un "gruppo fratello" e rappresentano il "core" del genere. Inoltre L. arvensis insieme alla specie Linaria micrantha (Cav.) Hoffmanns. & Link formano un "gruppo fratello".

## Altre notizie
La linaria arvensis in altre lingue è chiamata nei seguenti modi:
- (DE)  Acker-Leinkraut
- (FR)  Linaire des champs
- (EN)  Corn Toadflax